# Cimicodes angustipennis
Cimicodes angustipennis är en fjärilsart som beskrevs av W. Warren 1905. Cimicodes angustipennis ingår i släktet Cimicodes och familjen mätare. Inga underarter finns listade i Catalogue of Life.